# J-Air
J-Air – japońska regionalna linia lotnicza z siedzibą w Ikeda w prefekturze Osaka. Główną bazą jest port lotniczy Ōsaka.
Jej działalność obejmuje realizację krajowych połączeń pasażerskich do 17 portów lotniczych w ramach siatki lotów Japan Airlines.
J-Air jest spółką zależną, w całości należącą do japońskiego narodowego przewoźnika Japan Airlines i członkiem stowarzyszonym sojuszu Oneworld. Linia lotnicza została założona 8 sierpnia 1996, kiedy JAL zrestrukturyzował JAL Flight Academy, a J-Air zostały oddzielone. Rozpoczęły prowadzenie działalności komercyjnej 1 listopada tego samego roku.

## Flota
Według stanu na maj 2025 flota J-Air składała się z 32 samolotów o średnim wieku 11,0 lat:
| Samolot         | Samolot | Samolot   | Liczba miejsc | Liczba miejsc | Liczba miejsc | Uwagi |
| Model           | Aktywne | Zamówione | B             | E             | Łącznie       | Uwagi |
| --------------- | ------- | --------- | ------------- | ------------- | ------------- | ----- |
| Embraer ERJ-170 | 18      | -         | -             | 76            | 76            |       |
| Embraer ERJ-190 | 14      | -         | 15            | 80            | 95            |       |
| Łącznie         | 32      | 0         |               |               |               |       |